# Tamás Decsi
Tamás Decsi (* 15. října 1982 Kazincbarcika, Maďarsko) je maďarský sportovní šermíř, který se specializuje na šerm šavlí. Bratr András Decsi reprezentoval Maďarsko v šermu šavlí. Maďarsko reprezentuje od roku 2002. Na olympijských hrách startoval v roce 2008 v soutěži jednotlivců a družstev a v roce 2016 v soutěži jednotlivců. V soutěži jednotlivců se na olympijských hrách výrazně neprosadil. V roce 2009 obsadil třetí místo na mistrovství světa v soutěži jednotlivců. S maďarským družstvem šavlistů vybojoval v roce 2007 titul mistra světa a v roce 2006 skončil s družstvem na druhém místě na mistrovství Evropy.